# Kateryniwka (Krasnohrad, Sachnowschtschyna)
Kateryniwka (ukrainisch Катеринівка; russisch Катериновка Katerinowka) ist ein Dorf im Süden der ukrainischen Oblast Charkiw mit etwa 1100 Einwohnern (2001).
Die Ortschaft liegt auf einer Höhe von 149 m in 4 km Entfernung zum rechten Ufer des Oril, einem 346 km langen Nebenfluss des Dnepr, 16 km südlich vom ehemaligen Rajonzentrum Sachnowschtschyna und etwa 130 km südwestlich vom Oblastzentrum Charkiw.
Am 12. Juni 2020 wurde das Dorf ein Teil der neugegründeten Siedlungsgemeinde Sachnowschtschyna, bis dahin bildete es zusammen mit den Dörfern Berestowe (Берестове), Chalturina (Халтуріна), Oleksandriwka (Олександрівка) und Piskuwate (Піскувате) die gleichnamige Landratsgemeinde Kateryniwka (Катеринівська сільська рада/Kateryniwska silska rada) im Süden des Rajons Sachnowschtschyna.
Am 17. Juli 2020 kam es im Zuge einer großen Rajonsreform zum Anschluss des Rajonsgebietes an den Rajon Krasnohrad.